# Російське фізико-хімічне товариство
Російське фізико-хімічне товариство, РФХТ (рос. Русское физико-химическое общество, РФХО) — російська наукова організація, що існувала з 1878 р. по 1930 р. і поєднувала натуралістів Російської імперії, а потім — РРФСР. Організація розміщувалася у м. Санкт-Петербург і мала два відділення: хімічне (засноване у 1868 р.) і фізичне (засноване у 1872 р.); а у 1878 р. ці відділення об'єдналися. Правонаступником хімічного відділення організації стало Російське хімічне товариство, згодом — Всесоюзне хімічне товариство імені Д. І. Менделєєва (1933 р.), у цей час — Російське хімічне товариство імені Д. І. Менделєєва (1992 р.).

## Історія

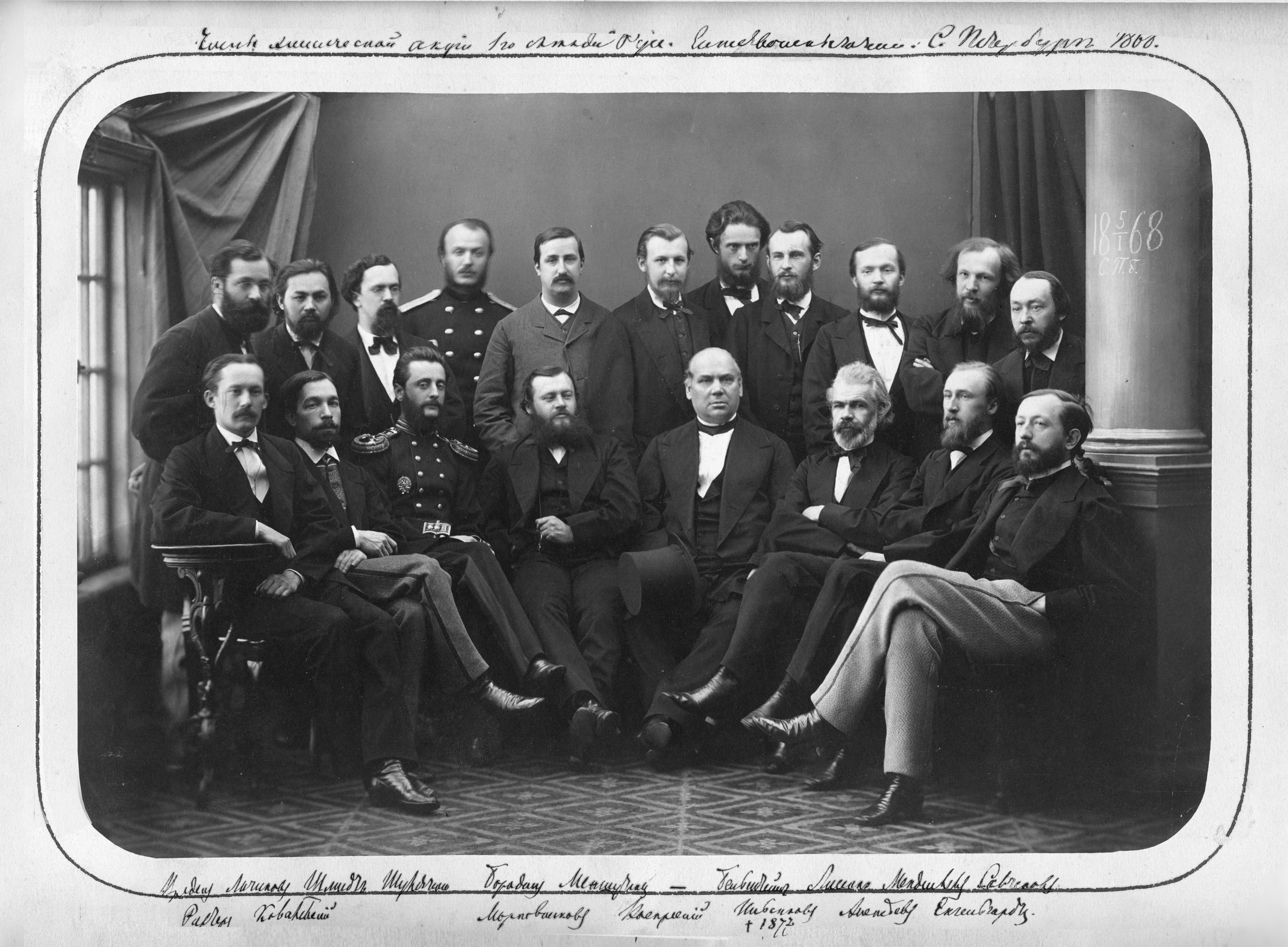
Засновники Російського Хімічного Товариства (члени 1- го з'їзду російських натуралістів і лікарів, котрі постановили заснувати — 4 січня 1868 р.). Стоять з ліва на право: Ф. Р. Врєдєн, П. О. Лачінов, Г. А. Шмідт, О. Р. Шуляченко, О. П. Бородін, М. О. Меншуткін, М. О. Соковнін, Ф. Ф. Бейльштейн, К. І. Лисенко, Д. І. Менделєєв, Ф. М. Савченков; — сидять: В. Ю. Ріхтер, З. І. Ковалевський, М. П. Нечаєв, В. В. Марковніков, О. А. Воскресенський, П. А. Ільєнков, П. П. Алексєєв, О. М. Енгельгардт (підписи зроблені рукою Д. І. Менделєєва).

У 1860-ті роки в університетському й науковому середовищі Росії почали утворюватися невеликі хімічні й фізичні кружки. Наприклад, у Санкт-Петербурзі у 1861 р., на квартирах у Д. І. Менделєєва, О. А. Воскресенського й О. П. Бородіна збиралися петербурзькі хіміки, а до 1863 р. збори проходили вже двічі на тиждень.
У 1868 р. неофіційні зустрічі одержали подальший розвиток у формі установи Російського хімічного товариства. Статут Російського хімічного товариства у ролі його членів-засновників підписали: Ф. Бейльштейн, О. Бородін, Є. Вроблевський, Г. Густавсон, М. Зінін, М. Іванов, О. Крупський, О. Кульберг, П. Лачінов, Ф. Лесгафт, К. Лисенко, Д. Менделєєв, М. Меншуткін, В. Ріхтер, Ф. Савченков, Н. Тавілдаров, М. Шмідт, О. Шуляченко, М. Федоров, Ю. Фріцше, О. Енгельгардт, М. Яцукович. З 1869 р. почало виходити друковане видання товариства за назвою «Журнал Російського хімічного товариства» (рос. Журнал Русского химического общества).
У фізиків подібний процес був більш уповільненим, їхній кружок збирався на квартирі К. Д. Краєвича, що викладав фізику в П'ятій гімназії м. Санкт-Петербург. У травні 1872 р. тридцять шість фізиків, на чолі із завідувачем кафедри Санкт-Петербурзького університету Ф. Ф. Петрушевським наслідували приклад своїх колег-натуралістів, і стали членами-засновниками Фізичного товариства при Санкт-Петербурзькому університеті. До їхнього кола входили Д. Менделєєв, Б. Якобі, І. Боргман, О. Хвольсон, Д. Лачінов, М. Єгоров, В. Лермантов, Р. Ленц, П. Фандерфліт та ін. Здебільшого це були учні Е. Х. Лєнца — третє покоління його вихованців в університеті. Однак серед перших членів Товариства були також фізики з Москви (О. С. Владимирський), з Тули (О. Ф. Малінін), з м. Архангельська (В. Ф. Фрідріхсберг) і навіть з Іркутська (П. К. Соколов), а пізніше й з Владивостока (І. М. Башинський). Оскільки фізики були менш активні, і не ставили перед суспільством загальнонаціональних завдань, то вони не стали використовувати прикметник «Російське» у назві. Перший параграф статуту Товариства мав:
|  | § 1. Фізичне товариство при С.-Петербурзькому університеті має за мету сприяти успіхам усіх частин фізики й поширенню фізичних знань у Росії. |

Фізичне товариство було обмежене в засобах, тому статті про фізику друкувалися в журналі Російського Хімічного товариства й в 1873 р., починаючи з 5-го тому журнал перемінив назву на «Журнал Російського хімічного товариства й Фізичного товариства при Петербурзькому університеті» (рос. Журнал Русского химического общества и Физического общества при Петербургском университете).
На початку 1876 р. Д. І. Менделєєв запропонував ідею злиття двох товариств. Цьому чимало сприяла спільна робота над «Журналом…», а також бажання збільшити значення товариства для наукового життя країни. Через два роки у 1878 р. було офіційно створене Російське фізико-хімічне товариство із двома автономними відділеннями: фізичним та хімічним.
У 1916 р. Президентом Російського фізико-хімічного товариства й головою Відділення фізики був обраний Д. С. Рождєственський.
У 1932 р. за постановою 6-го Менделєєвського з'їзду з загальної й прикладної хімії було організовано Всесоюзне Хімічне Товариство імені Д. І. Менделєєва (абревіатура рос. ВХО), як добровільне об'єднання хіміків. Воно перебувало у віданні Всесоюзної ради науково-технічних товариств при Всесоюзній центральній раді професійних спілок. Так воно стало спадкоємцем Російського хімічного товариства.